# Чжу Юцзянь
Чжу Юцзянь (кит.: 朱由檢; піньїнь: Zhu Youjian), храмове ім'я Сицзун (кит.: 思宗; піньїнь: Sīzōng; 6 лютого 1611 —25 квітня 1644) — шістнадцятий і останній імператор династії Мін. Девіз правління — Чунчжень (Піднесене Щастя).

## Життєпис

### Внутрішня політика
Народився 6 лютого 1611 року. Був п'ятим сином імператора Чжу Чанло. Здобув гарну освіту. Після смерті старшого брата Чжу Юцзяо у 1627 році став імператором. Він стратив фаворита попереднього імператора Вей Чжунсяня і намагався подолати свавілля придворної кліки. Але докорінно змінити кризову ситуацію, що назрівала в країні, було вже важко. Народні виступи проти влади ширилися — у 1628 році почалося нове велике повстання у провінції Шеньсі. Втім, у 1638 році у битві при Тунгуані вдалося знищити більшу частину повстанців.
Для подолання внутрішніх проблем Чжу Юцзянь вирішив відмовитися від послуг євнухів, а орієнтуватися на реформаторів. На більшість ключових посад призначив представників партії Дунлінь. Втім, дії самого Чжу Юцзяня у виправленні ситуації не завжди були послідовними. Зрештою уряд став ареною боротьби різних клік, що послаблювало центральну владу. До цього додалися голод, посуха, численні напади сарани, послаблення економічної моці держави. Ці обставини стали добрим підґрунтям для початку нової селянської війни під проводом Лі Цзичена у 1640 році.

### Зовнішня політика
Водночас посилився тиск маньчжурів — боротьба точилася за Корею, області сучасної Внутрішньої Монголії (перемога маньчжурів у битві при Суншані). Посилилися дії пірати, що погіршувало стан торгівлі. Для зміни цієї ситуації імператор намагався налагодити союзні відносини з Іспанією, але не встиг цього зробити.
Протистояти нападам маньчжурів було важко з огляду на глибоку підозрілість імператора до більшості військовиків. Так, попри те, що генерал Юань Чунхуань у 1630 відбив сильний наступ маньчжурів на півночі, того було страчено за наклепом. Здібного генерала У Саньґуя переведено на віддалений кордон. Згодом у 1642 році на бік династії Цін перейшов досвідчений генерал Хун Ченчоу, переможець повстанців у битві 1638 року. Все це призвело до нового наступу маньчжурських військ на Китай.

### Загибель
У 1641 році почався великий наступ армії Лі Цзичена (майже 1 млн вояків) на північ імперії. У 1641 році він захопив Лоян, у 1642 році оволодів Кайфеном. В подальшому розбив основні мінські війська. При цьому вже неподалік Великого китайського муру стояв цінський військовик князь Доргонь з 140-тисячною армією. У цій критичній ситуації Чжу Юцзянь впав у паніку: призначалися посадовці та генерали, а потім швидко звільнялися, видавалися суперечні один одному накази. В результаті чиновники, місцеве населення стали переходити на бік Лі Цзичена. Вимогу імператора рушити проти повстанців мінський військовик У Саньґуй, що мав під рукою найбоєздатнішу армію, не виконав. Зрештою Лі Цзичен у квітні 1644 року підійшов до Пекіна, а вже 25 квітня захопив столицю. В цій ситуації Чжу Юцзянь наказав синам тікати, власноруч вбив улюблену наложницю Чжен та доньку, а згодом й сам наклав на себе руки.